# Langemark-Poelkapelle
Langemark-Poelkapelle est une commune néerlandophone de Belgique située en Région flamande dans la Province de Flandre-Occidentale.

## Géographie
La commune est formée des communes fusionnées de Bikschote, Langemark et Poelcappelle. Langemark est la section la plus importante. S'y trouvent également les hameaux et paroisses de Madonna et Saint-Julien.

### Carte

Langemark-Poelkapelle, communes fusionnées et voisines. Les zones en jaunes sont les surfaces bâties

### Sections de la commune
| # | Section           | Superf. (km²) | Habitants (2020) | Habitants par km² | Code INS |
| - | ----------------- | ------------- | ---------------- | ----------------- | -------- |
| 1 | Langemark (I)     | 32,03         | 5.079            | 159               | 33040A   |
| 2 | Bikschote (III)   | 5,59          | 577              | 103               | 33040B   |
| 3 | Poelcappelle (II) | 15,44         | 2.166            | 140               | 33040C   |

### Localités
- Langemark: Madonna, Saint-Julien

### Communes limitrophes
- a. Ypres (ville d'Ypres)
- b. Sint-Jan (ville d'Ypres)
- c. Boezinge (ville d'Ypres)
- d. Zuidschote (ville d'Ypres)
- e. Noordschote (ville de Lo-Reninge)
- f. Merkem (commune de Houthulst)
- g. Houthulst (commune de Houthulst)
- h. Staden (commune de Staden)
- i. Westrozebeke (commune de Staden)
- j. Passendale (commune de Zonnebeke)
- k. Zonnebeke (commune de Zonnebeke)

## Héraldique
|  | La commune possède des armoiries qui lui ont été octroyées le 13 octobre 1987. Ce sont les armoiries de Langemark, qui ont été poursuivies par la nouvelle commune issue de la fusion des communes de 1977. Elle lui avaient été octroyées le 26 octobre 1955. La moitié droite des armoiries sont celles du Land van Wijnendale, auquel la région appartenait à l'époque médiévale. En 1660, la succession de Kleef (Cleven) fut donnée en dot à Maria de Flandre lors de son mariage avec Adolf de Kleef. Le village de Langemark était le siège du conseil du nouveau territoire. Les ducs de Kleef (Kleve) ont tenu le village jusqu'à la fin du XVIIIe siècle. Les lettres CIL dans les armoiries de Wijnendale font référence à Cleven In Langemark. La moitié gauche montre le bouclier divisé en quartiers de la famille De Joigny de Pamele, qui a acquis le domaine de Gruyterszale, également le Ruuterszale, en 1631 jusqu'à la fin du XVIIIe siècle. Ce domaine faisait également partie du territoire de la municipalité de Langemark. Blasonnement : Parti: 1: Gironné de huit pièces d'or et d'azur, de gueules sur le tout. Au chef d'or au lion passant accompagné au canton dextre des lettres majuscules C.I.L, le tout de sable. 2: Ecartelé: 1. et 4. de gueules à une aigle bicéphale d'argent. 2. et 3. Fascé de six pièces de gueules et d'or. Source du blasonnement : Heraldy of the World. |

## Histoire
Pendant la Première Guerre mondiale, tout le secteur se situe sur ou à proximité du front : en novembre 1914, des troupes alliées sont en première ligne du côté de Boezinge, Langemark , Poelcappelle. Le terrain est détrempé, il y a de l'eau dans les tranchées.

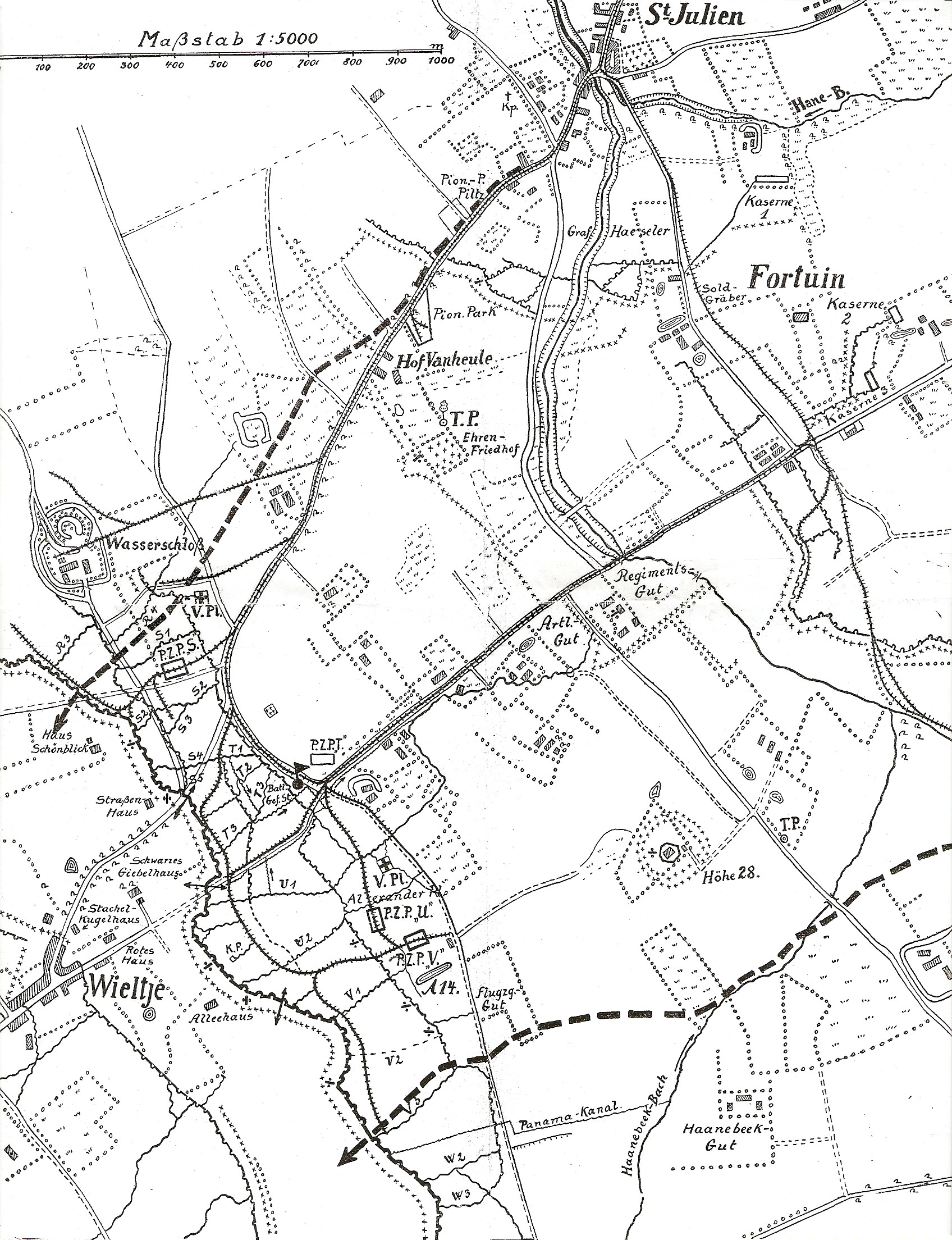
St. Julien (V) pendant l'hiver 1915/16

## Démographie

### Évolution démographique
Le graphique suivant reprend sa population résidente au 1er janvier de chaque année
- Source: DGS , de 1831 à 1981=recensements population; à partir de 1990 = nombre d'habitants chaque 1 janvier[4]